# Fallicambarus fodiens
Fallicambarus fodiens är en kräftdjursart som först beskrevs av Cottle 1863.  Fallicambarus fodiens ingår i släktet Fallicambarus och familjen Cambaridae. IUCN kategoriserar arten globalt som livskraftig. Inga underarter finns listade i Catalogue of Life.